# 横浜市国際局
横浜市国際局（よこはましこくさいきょく）は、横浜市に設置されている組織である。

## 概要
国際政策室、国際技術協力課を統合し、横浜市の国際化を推進するために国際と名のつくあらゆる事業をトータルで行い、効果を高めていこうと設置された。

## 所掌
所掌
横浜市事務分掌条例（令和3年3月条例第12号）第2条に所掌事務が規定されている。
```
（部の分掌事務）
第1条 
地方自治法
（昭和22年法律第67号）第158条第1項後段の規定による横浜市の事務分掌は、次のとおりとする
 国際部
（1）国際施策に係る総合的な企画、調整及び推進に関する事項。
```

## 組織
- 国際政策部
  - 国際政策課
  - パスポートセンター
  - センター南パスポートセンター
  - 国際連携課
  - 米州事務所
- 国際協力部
  - 国際協力課